# Zuni-Bandera
Das Zuni-Bandera-Vulkanfeld liegt im Cibola County im Bundesstaat New Mexico der Vereinigten Staaten von Amerika. Es bedeckt eine Fläche von 2.460 km², die sich entlang der Jemez-Störungszone westlich des Rio-Grande-Riftzonensystems erstreckt. Es wird charakterisiert durch seine großen, ausgedehnten Lavafelder und eine Vielzahl von Schlackenkegeln.
Ein Teil des Vulkanfeldes, mit dem Bandera-Krater, dem El Malpais und dem McCarthy-Lavafeld, wird durch das El Malpais National Monument abgedeckt.

## Geologie
Es konnten zwei Hauptaktivitätsphasen des Vulkanfeldes bestimmt werden. Die ältere lag in einem Zeitraum von vor ca. 3,8 bis 3,7 Mio. Jahren. Die jüngere begann vor ca. 1,7 Mio. Jahren und setzt sich bis heute fort und schuf das ausgedehnte Lavafeld, das unter dem Namen El Malpais bekannt ist. Der jüngste Teil dieses Lavafeldes ist das McCarthy-Lavafeld, das eine Ausdehnung von 60 km nach Nordosten besitzt und einzelne Lavaströme von bis zu 29 km Länge aufweist. In den Legenden der Indianer wird die Entstehung dieses Lavafeldes vor 1.000 Jahren beschrieben. Untersuchungen nach der Radio-Karbon-Methode wiesen dem Lavafeld jedoch ein Alter von 3.000 Jahren zu. Die einzige weitere Aktivität des Holozäns konnte am Bandera-Krater nachgewiesen werden, diese hat ein Alter von ca. neun- bis zehntausend Jahren.
Ein weiteres großes Lavafeld ist das des Fence-Sees, dieses hat eine Ausdehnung von bis zu 90 km nach Westen.

## Quelle
- Zuni-Bandera im Global Volcanism Program der Smithsonian Institution (englisch)
- Geologie des Zuni Banderas Vulkanfeldes